# Studniční boudy
Studniční boudy je soubor několika chalup v I. zóně Krkonošského národního parku. Rozkládají se na prudkém jižním svahu Studniční hory na louce nad Modrým potokem, v nadmořské výšce zhruba 1250 metrů nad mořem, na stezce mezi Modrým dolem a Výrovkou. Dnes se Studniční boudy skládají pouze z několika rozptýlených domů s názvy (od západu) Hnízdo, Děvín, Studánka, Arnika a Hořec. Ještě po válce tu domů stávalo více, ale po požárech již nebyly obnoveny. Pouze Studánka byla po vyhoření obnovena avšak jen ve velmi drobném rozsahu. V široké mezeře mezi chalupami vede lavinový svah, na němž v roce 1952 zahynul lyžař Štěpán Šilhavý, který má výše ve svahu kříž. Právě v těchto místech nad Studničními boudami tvoří do léta pomalu odtávající sníh tzv. mapu republiky.
Až do konce 80. let 20. století procházely přes Studniční boudy turistické značené stezky, jenže ty nedokázaly odolávat zvyšujícímu se náporu turistů, kteří tudy spíše jen procházeli nejkratší cestou k Luční boudě. Úzké stezky nestačily a lidé si proto vyšlapávali další a další, hlavně po deštích. Nakonec došlo k tak rozsáhlým škodám, že se KRNAP rozhodl průchod jednou z nejcennějších partií národního parku dočasně uzavřít. Po 20 letech od uzavření se sice rozdupané louky vrátily do původního stavu a nepoužívané stezky zarostly, ale opatření již zřejmě zůstane trvalé. Přes Studniční boudy se dá z Modrého dolu na Výrovku dojít jen v zimě podél tyčového značení.